# Пенькувко
Пенькувко (пол. Pieńkówko) — село в Польщі, у гміні Постоміно Славенського повіту Західнопоморського воєводства. Населення — 156 осіб (2011).
У 1975-1998 роках село належало до Слупського воєводства.

## Демографія
Демографічна структура станом на 31 березня 2011 року:
|          | Загалом | Допрацездатний вік | Працездатний вік | Постпрацездатний вік |
| -------- | ------- | ------------------ | ---------------- | -------------------- |
| Чоловіки | 77      | 18                 | 54               | 5                    |
| Жінки    | 79      | 15                 | 50               | 14                   |
| Разом    | 156     | 33                 | 104              | 19                   |